# Ronde van de Jura (Frankrijk)
De Ronde van de Jura is een Franse eendagskoers in het departement de Jura. De eerste editie vond plaats in 2003, toen nog onder de naam Tour du Revermont.

## Geschiedenis
Tussen 2003 en 2005 was deze wedstrijd een eendagskoers. In 2004 en 2005 kreeg de race de naam Tour du Revermont-Routes du Jura In 2006 werd de naam veranderd naar Tour du Jura en vond deze wedstrijd plaats over twee dagen. Van 2008 tot en met 2013 werden er drie etappes verreden. In 2014 werd er eenmalig gebruik gemaakt van vier etappes in totaal. Vanaf 2017 tot en met 2019 werden er wederom twee etappes verreden. In 2017 werd de wedstrijd voor het eerst opgenomen op de kalender van de UCI Europe Tour. In 2020 kon de wedstrijd geen doorgang vinden in verband met de coronapandemie. In 2021 vond de wedstrijd weer plaats. Sindsdien bestaat de wedstrijd uit één enkele etappe. 

## Lijst van winnaars

### Overwinningen per land
| Overwinningen | Land                              |
| ------------- | --------------------------------- |
| 17            | Frankrijk                         |
| 2             | België                            |
| 1             | Australië, Noorwegen, Zwitserland |

2003 · 2004 · 2005 · 2006 · 2007 · 2008 · 2009 · 2010 · 2011 · 2012 · 2013 · 2014 · 2015 · 2016 · 2017 · 2018 · 2019 · 2020   · 2021 · 2022 · 2023 · 2024 · 2025